# 白糠町立庶路学園
白糠町立庶路学園（しらぬかちょうりつ しょろがくえん）は、北海道白糠郡白糠町にある公立の義務教育学校。

## 概要
- 本校は、庶路小学校と庶路中学校を統合し、義務教育学校として開校した。なお、小学校相当が「前期課程」、中学校相当が「後期課程」となる。
- 1～4年生を初等部（基礎期）、5～7年生を中等部（充実期）、8～9年生を高等部（発展期）という「4・3・2制」も採用している。
- 児童生徒数（2020年4月7日現在）
  - 153名

### 服装
- 1～6年生（小1～6年生相当）
  - 私服、ジャージ
- 7～9年生（中1～3年生相当）
  - 制服

### 主な課外活動
- バドミントン少年団
- 剣道少年団
- 陸上競技
- 女子バレーボール部
- 野球部

## 沿革
- 2018年（平成30年）
  - 4月1日 - 開校。同日、開校式典・開校記念式典を挙行[1]し、白糠町長から、校旗が授与され、校歌披露式も行われた。
  - 4月5日 - 第1回入学式挙行。最初の新入生は、1年生（前期課程）15名、7年生（後期課程・中学1年生相当）15名の計30名。
  - 6月10日 - 第1回運動会開催。
  - 9月30日 - 第1回学園祭開催。
- 2019年（平成31年）
  - 3月15日 - 第1回卒業式挙行。最初の卒業生は、9年生（中学3年生相当）17名。
  - 3月22日 - 最初の修了式挙行。

## アクセス
- 白糠町営バス「庶路学園」バス停から、徒歩約225m・約4分。
- JR根室本線
  - 西庶路駅から、徒歩約1.1km・約17分。
  - 庶路駅から、前述の町営バスで、「庶路学園」バス停まで5分。

## 周辺
- 白糠町立庶路こども園 - 同一建物内で、進級前こども園。
- 住宅
- 他は田畑や林のみ。